# (8808) Luhmann
Pour les articles homonymes, voir Luhmann.
(8808) Luhmann est un astéroïde de la ceinture principale.

## Description
(8808) Luhmann est un astéroïde de la ceinture principale. Il fut découvert le 24 octobre 1981 à l'observatoire Palomar par Schelte J. Bus. Il présente une orbite caractérisée par un demi-grand axe de 2,79 UA, une excentricité de 0,04 et une inclinaison de 4,1° par rapport à l'écliptique.

## Compléments